# Кашина Вале-Стационе ди Каримате (Комо)
Кашина Вале-Стационе ди Каримате је насеље у Италији у округу Комо, региону Ломбардија.
Према процени из 2011. у насељу је живело 671 становника. Насеље се налази на надморској висини од 235 м.